# Girdletree
Girdletree est une census-designated place située dans le comté de Worcester, dans l’État du Maryland, aux États-Unis. Lors du recensement de 2020, elle comptait 141 habitants.